# Delfin (1911)
Delfin (gr.: Δελφίν) – grecki okręt podwodny z czasów wojen bałkańskich i okresu I wojny światowej, jednostka prototypowa swojego typu. Okręt został zwodowany w sierpniu 1911 roku w stoczni Schneidera w Chalon-sur-Saône, a do służby w Marynarce Grecji wszedł w sierpniu 1912 roku. Podczas I wojny bałkańskiej okręt wsławił się przeprowadzeniem pierwszego ataku torpedowego okrętu podwodnego w historii, na turecki krążownik „Mecidiye”. W latach 1917–1918 okręt służył pod banderą Marine nationale, obsadzony przez francuską załogę. Zwrócony Grecji po zakończeniu I wojny światowej, w 1920 roku został skreślony z listy floty i sprzedany na złom w roku następnym.

## Projekt i budowa
Jednostka została zamówiona przez rząd Grecji w 1909 roku. Projekt okrętu był dziełem inż. Maxime’a Laubeufa. „Delfin” zbudowany został w stoczni Schneidera w Chalon-sur-Saône. Stępkę okrętu położono w 1910 roku, został zwodowany w sierpniu 1911 roku, a do służby w Wasilikon Naftikon przyjęto go w sierpniu 1912 roku.

## Dane taktyczno–techniczne
„Delfin” był okrętem podwodnym średniej wielkości, o długości całkowitej 50 metrów, szerokości 4,7 metra i zanurzeniu 2,7 metra. Wyporność w położeniu nawodnym wynosiła 310 ton, a w zanurzeniu 460 ton. Okręt napędzany był na powierzchni przez dwa silniki wysokoprężne Schneider-Carels o łącznej mocy 720 koni mechanicznych (KM). Napęd podwodny zapewniały dwa silniki elektryczne Schneider o łącznej mocy 460 KM. Dwuśrubowy układ napędowy pozwalał osiągnąć prędkość 13 węzłów na powierzchni i 8,5 węzła w zanurzeniu.
Okręt wyposażony był w pięć wyrzutni torped kalibru 450 mm: jedną wewnętrzną na dziobie oraz cztery zewnętrzne systemu Drzewieckiego, z łącznym zapasem 6 torped.
Załoga okrętu składała się z 24 oficerów, podoficerów i marynarzy.

## Służba
Świeżo wcielony do służby okręt (pod dowództwem kmdr. ppor. Paparrigopoulosa) wziął udział w I wojnie bałkańskiej, operując z bazy na wyspie Tenedos. 9 grudnia?/22 grudnia 1912 roku „Delfin” u wejścia do Dardaneli napotkał turecki krążownik „Mecidiye”, płynący w eskorcie pięciu jednostek. Z odległości 500 m okręt podwodny wystrzelił jedną torpedę, która jednak z powodu defektu nie trafiła i zatonęła, a atak się nie powiódł (według innych publikacji, torpeda wystrzelona z ok. 800 m wypłynęła na powierzchnię i minęła krążownik). Był to pierwszy atak torpedowy okrętu podwodnego w historii.
W 1917 roku „Delfin” został zajęty przez Francuzów i wcielony do Marine nationale. Jednostka powróciła pod grecką banderę w 1918 roku. Po dwóch latach okręt skreślono z listy floty i w 1921 roku został sprzedany na złom.